# جون فريث
جون فريث (بالإنجليزية: John Frith)‏ هو لاعب دوري الرغبي أسترالي، ولد في 24 أبريل 1985 في روما (أستراليا) في أستراليا.